# Zonitis tricolor
Zonitis tricolor là một loài bọ cánh cứng trong họ Meloidae. Loài này được Le Guillou miêu tả khoa học năm 1844.